# Архитектура ускорения XFree86

XAA - API между устройство-независимым (DIX) и устройство-зависимым (DDX) 2D-драйвером.

Архитектура ускорения XFree86 (англ. XFree86 Acceleration Architecture, XAA) — архитектура драйвера в системе X Window System, делающая доступной аппаратное 2D-ускорение видеокарты для X-сервера. Была написана Хармом Ханемайером в 1996 году и впервые выпущена в составе XFree86 версии 3.3. Полностью была переписана для XFree86 4.0.
Большинство драйверов реализуют ускорение при помощи XAA-модуля. XAA по умолчанию включена, хотя ускорение отдельных функций может быть отключено согласно настройкам в конфигурационном файле сервера (XF86Config или xorg.conf).
Драйвер для чипсета ARK был оригинальной платформой разработки для XAA. Поддерживалось ускорение операций: Прямоугольная и непрямоугольная заливка, Bit blit (англ. Bit blit) (побитовые операции над блоками), отрисовка линий, изменение разрядности растров. 
В X.Org Server версии 6.9/7.0 EXA был выпущен в качестве замены XAA, так как XAA практически не обеспечивал выигрыша в скорости для современных видеокарт. EXA считается промежуточным шагом к полному переходу X-сервера на использование OpenGL.